# Mirepoix (Ariège)
Mirepoix is een gemeente in het Franse departement Ariège (regio Occitanie). De gemeente telde 3.106 inwoners op 1 januari 2022. De plaats maakt deel uit van het arrondissement Pamiers.

## Geschiedenis
Een eerste nederzetting ontstond in de 2e eeuw v.Chr. op de linkeroever van de Hers. Deze plaats lag op een kruispunt van wegen en groeide uit tot een marktplaats. Deze nederzetting, in de huidige wijk Les Olivettes, bleef bestaan tijdens de Gallo-Romeinse periode en de vroege middeleeuwen.
In de 11e eeuw verplaatste de bewoning zich naar een hoogte op de rechteroever van de Hers. Hier ontstond een nederzetting rond een feodaal kasteel. Tot 1120 hing dit af van de graaf van Carcassonne, daarna van de graaf van Foix. De macht in de streek versnipperde over verschillende heren en dit vormde een vruchtbare bodem voor de katharen. In 1206 vond er een concilie van de katharen plaats in Mirepoix en het jaar erop kreeg Mirepoix stadsrechten. Tijdens de Albigenzische Kruistochten werd Mirepoix in 1209 ingenomen en Simon IV van Montfort stelde zijn luitenant Guy de Lévis aan tot heer van Mirepoix. De stad behield wel haar privilegies, waaronder het recht om consuls te benoemen.
Op 16 juni 1289 werd Mirepoix vernield door een vloedgolf na een dambreuk. Enkel het kasteel stond nog overeind. Guy III de Lévis besloot om de plaats op de linkeroever van de Hers weer op te bouwen en dit volgens een regelmatig stratenpatroon. Aan het begin van de 14e eeuw werd Mirepoix de zetel van een bisdom. Mirepoix was een open stad en viel in 1362 ten prooi aan een roversleger. Daarna werd er een stadsmuur gebouwd. Door haar textielnijverheid en haar markt kende de stad in de 16e eeuw een grote bloei. Bisschop Philippe de Lévis liet de kathedraal verbouwen en liet een nieuwe 63 meter hoge toren optrekken, alsook een nieuw bisschoppelijk paleis.
Na de Franse Revolutie werd het bisdom Mirepoix afgeschaft. Na het Concordaat van 1801 werd het niet opnieuw opgericht maar werd het grotendeels opgenomen in het bisdom Pamiers.

## Geografie
De oppervlakte van Mirepoix bedroeg op 1 januari 2022 47,28 vierkante kilometer; de bevolkingsdichtheid was toen 65,7 inwoners per km². Mirepoix ligt in de vallei van de Hers, een zijrivier van de Ariège.
De onderstaande kaart toont de ligging van Mirepoix met de belangrijkste infrastructuur en aangrenzende gemeenten.

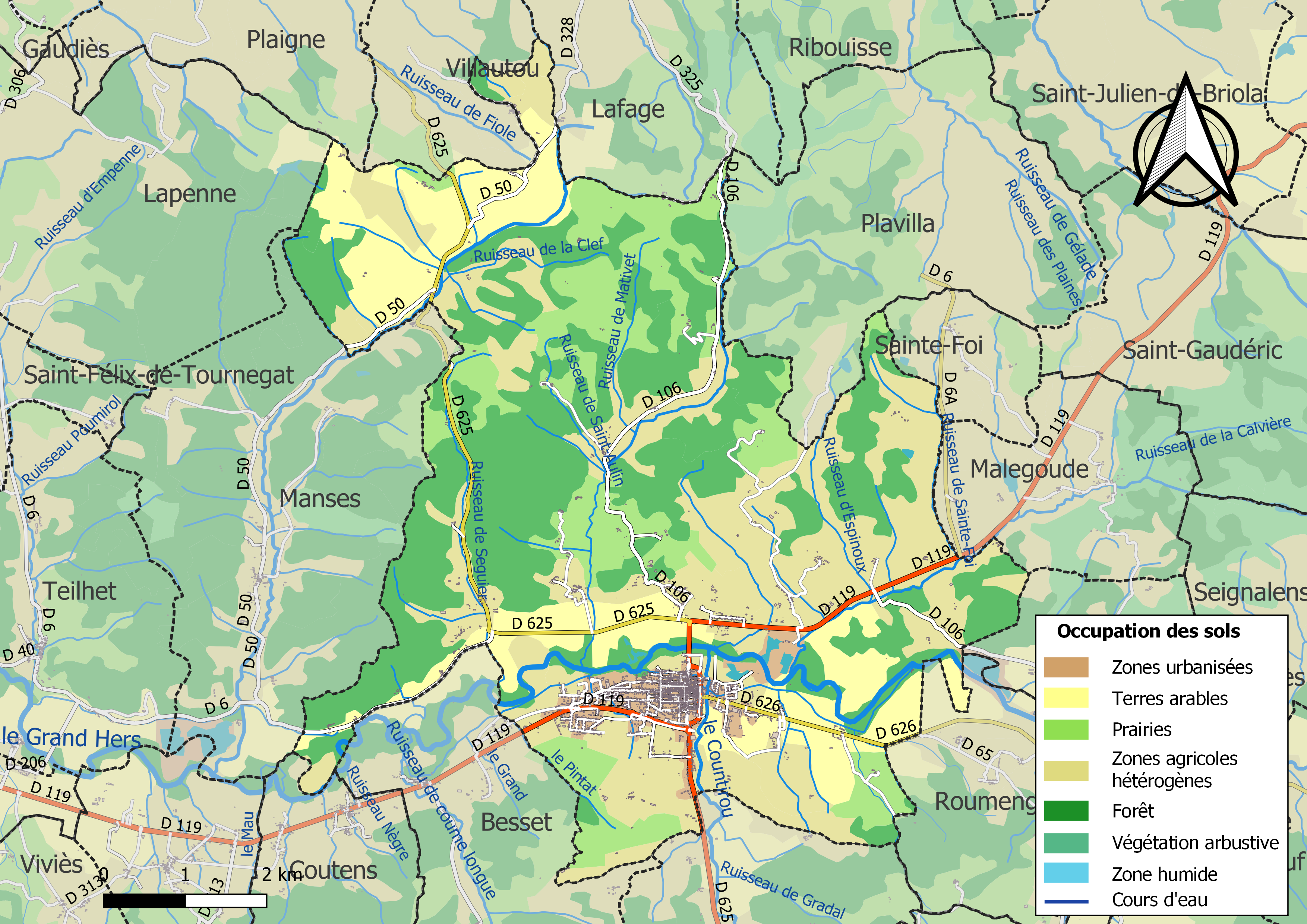

## Demografie
Onderstaande figuur toont het verloop van het inwonertal (bron: INSEE-tellingen).

Vanwege een beveiligingsprobleem met de MediaWiki Graph-software is het momenteel niet mogelijk deze grafiek weer te geven. Zodra de software is bijgewerkt zal de grafiek vanzelf weer zichtbaar worden.

## Bezienswaardigheden
- Kathedraal Saint-Maurice met een groot schip van 48 m lang, 24 m hoog en 22 m breed en een gotisch portaal[4]
- Place des Couverts (15e eeuw)
- Maison des Consuls
- Porte d'Aval, de enige overgebleven stadspoort van de middeleeuwse omwalling

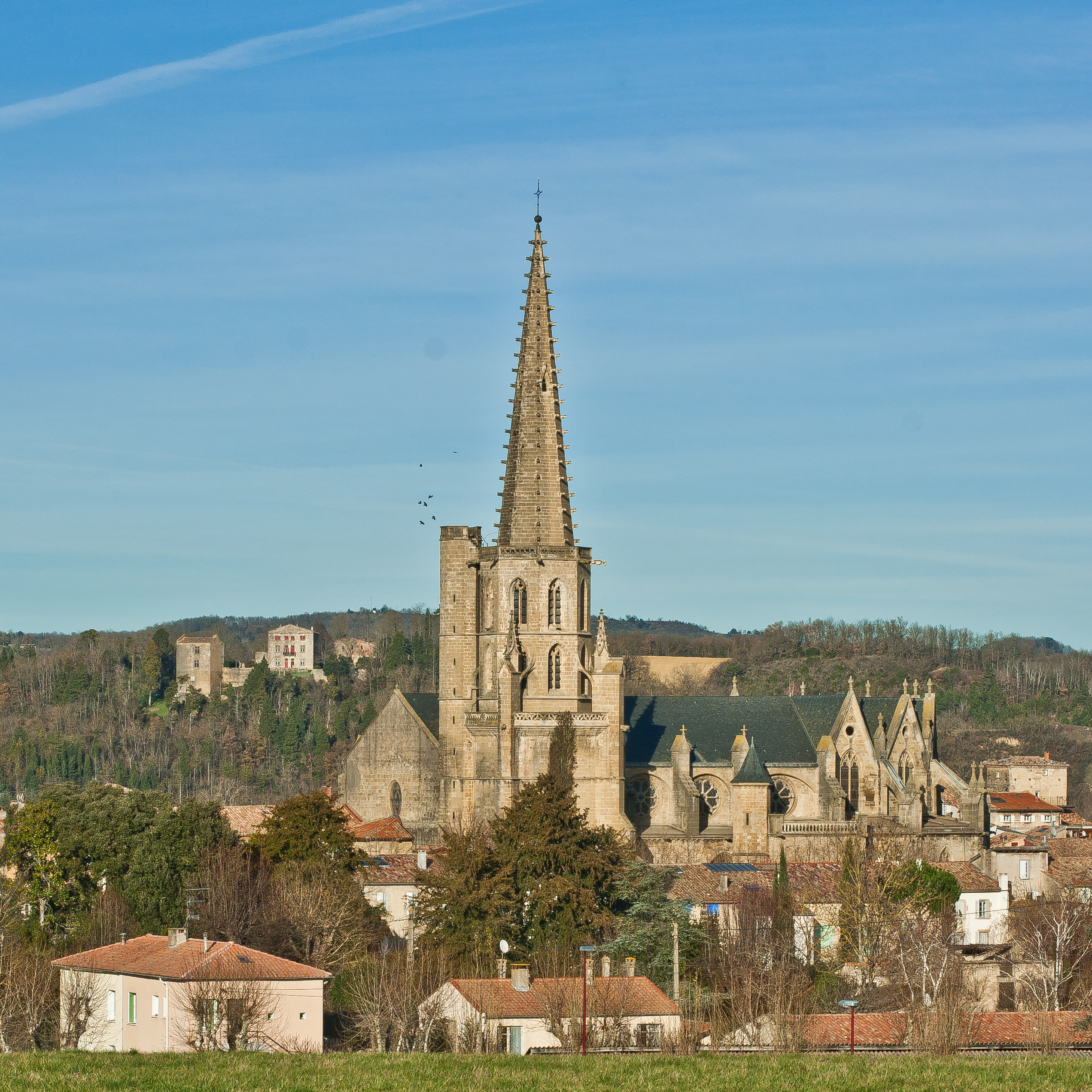
Kathedraal Saint-Maurice
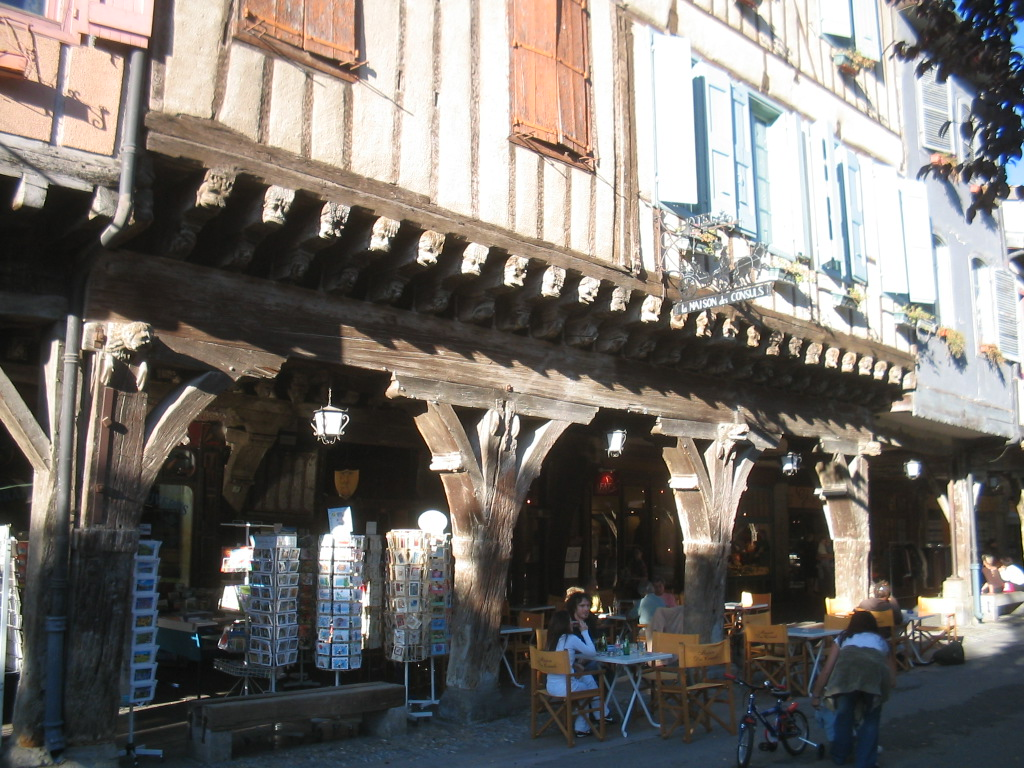
Maison des Consuls
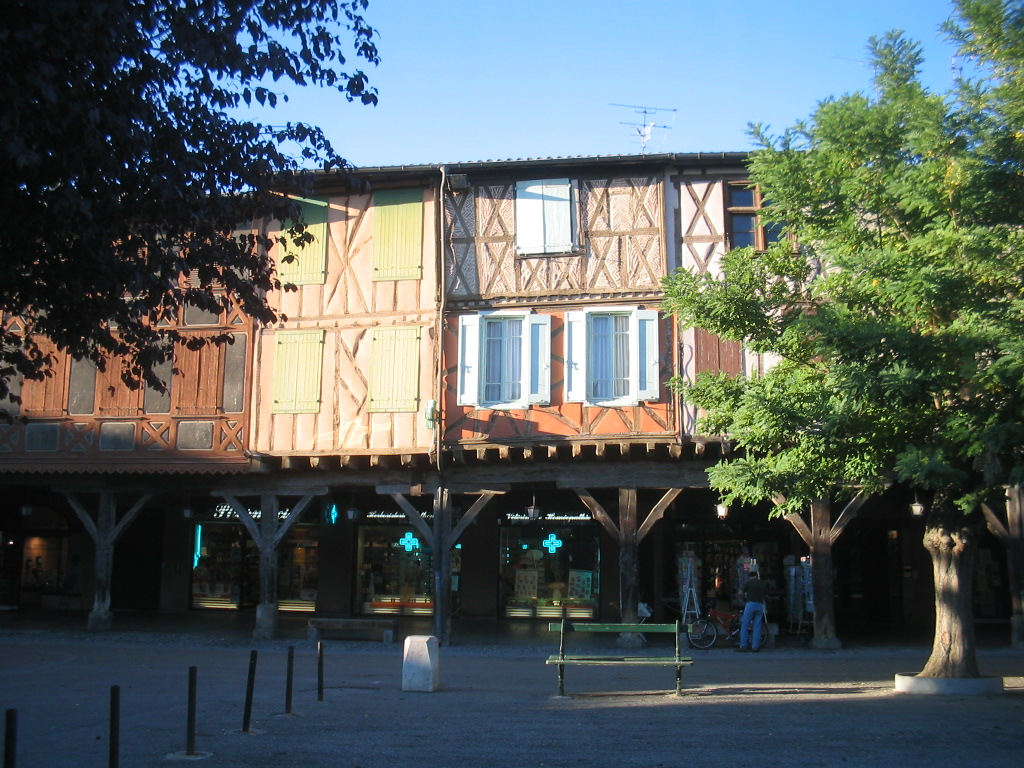
Place des Couverts
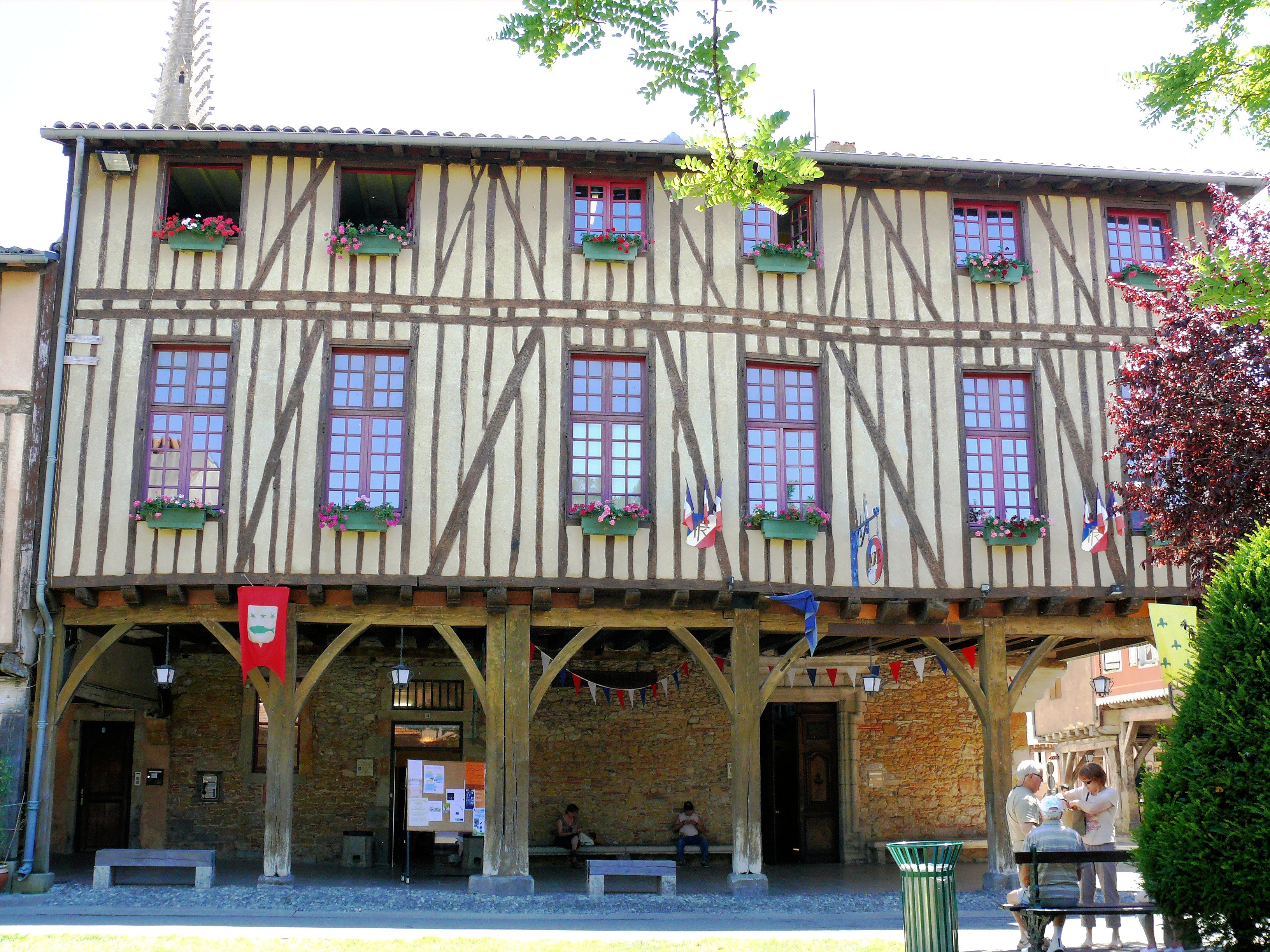
Stadhuis
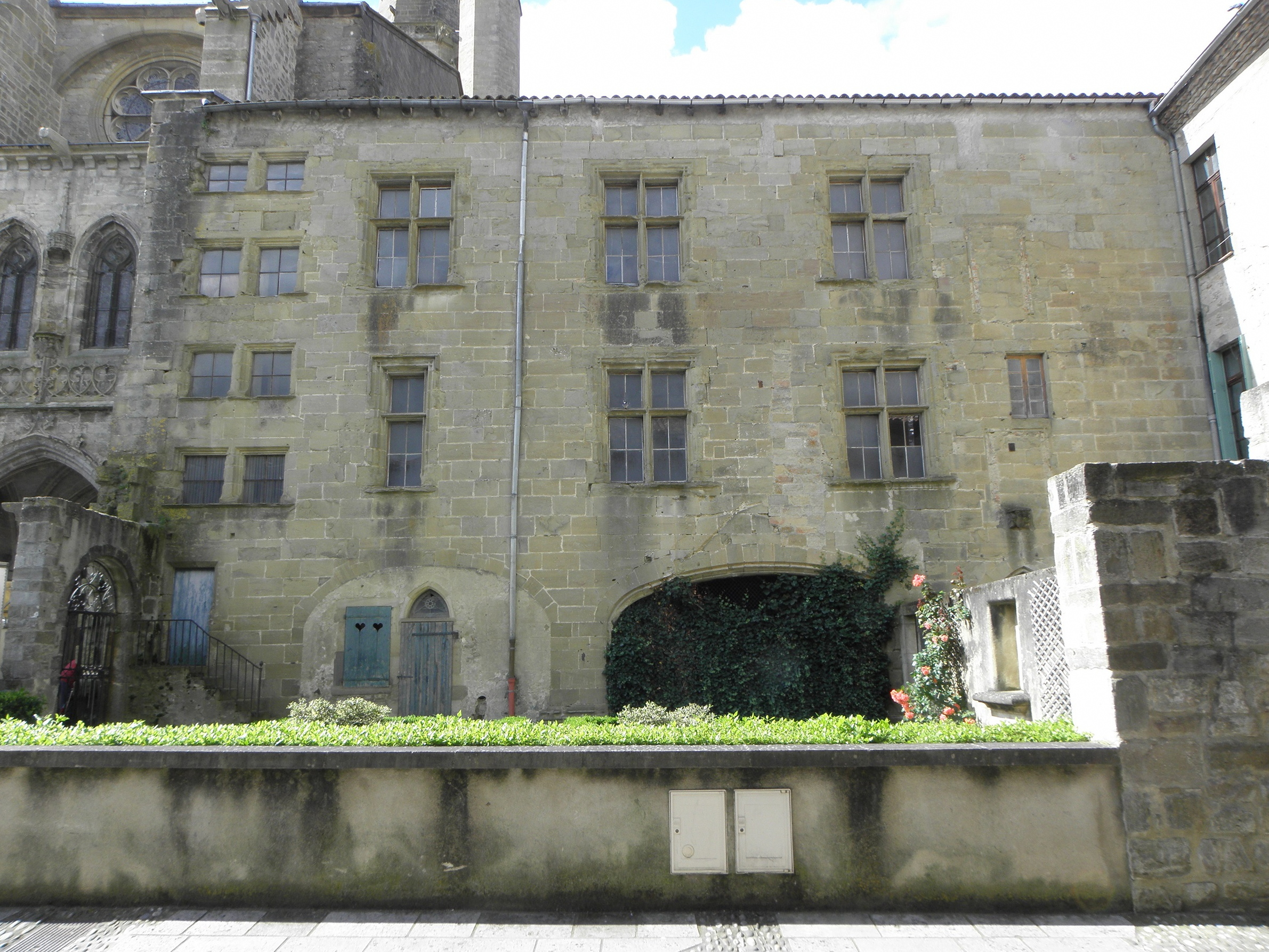
Bisschoppelijk paleis
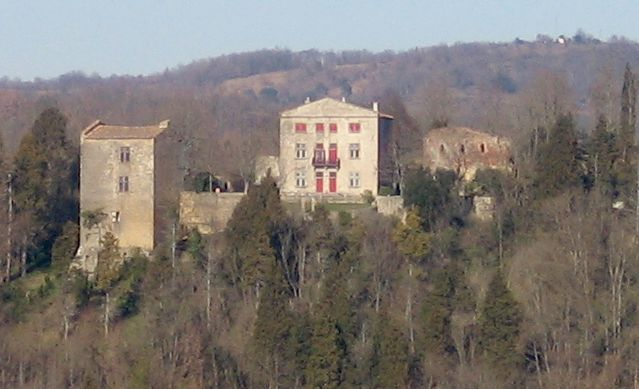
Château de Terride
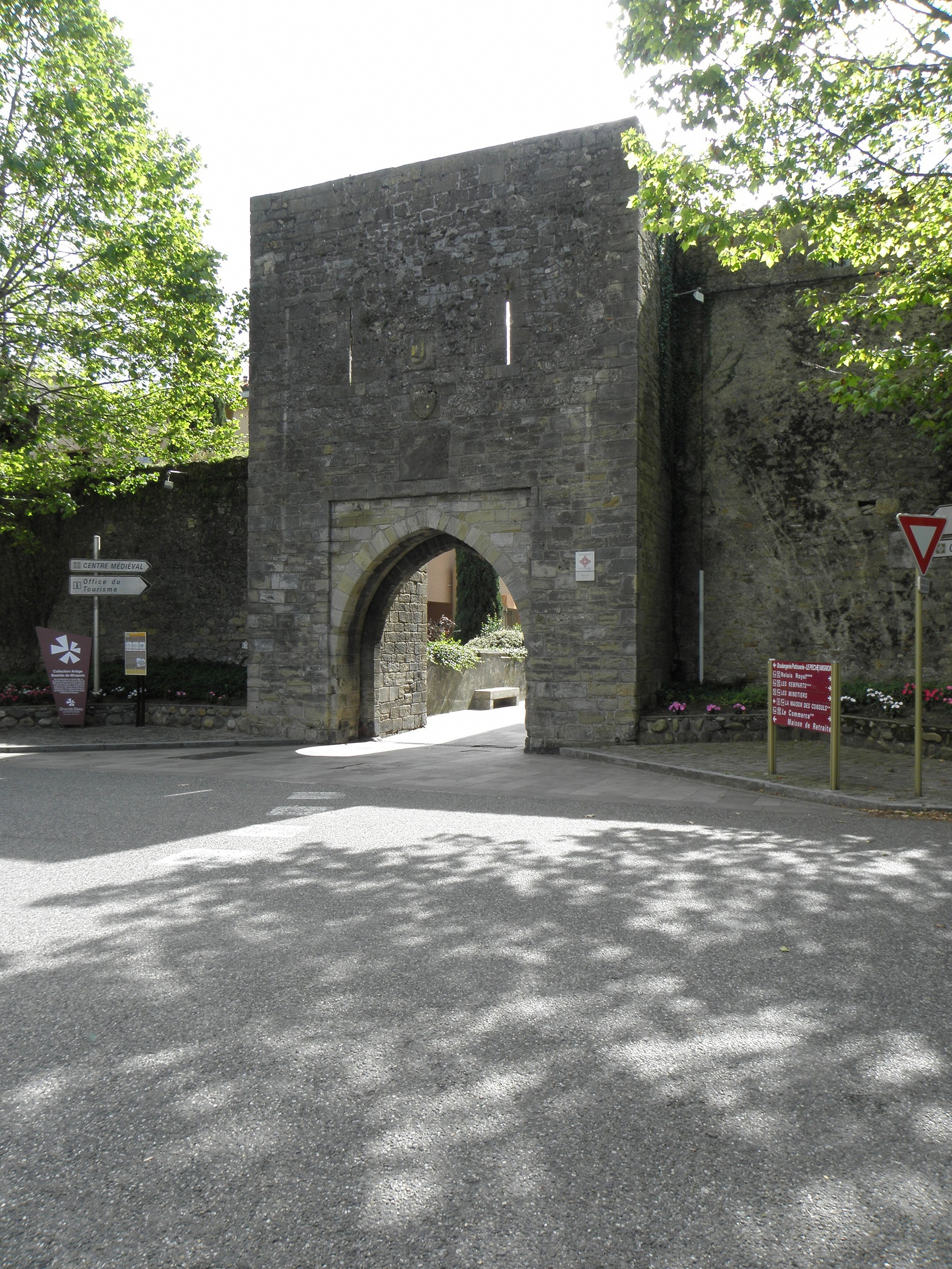
Porte d'Aval